# Stadio 11 giugno
Lo stadio 11 giugno (in arabo ملعب 11 يونيو) è un impianto polifunzionale di Tripoli, in Libia.

## Storia

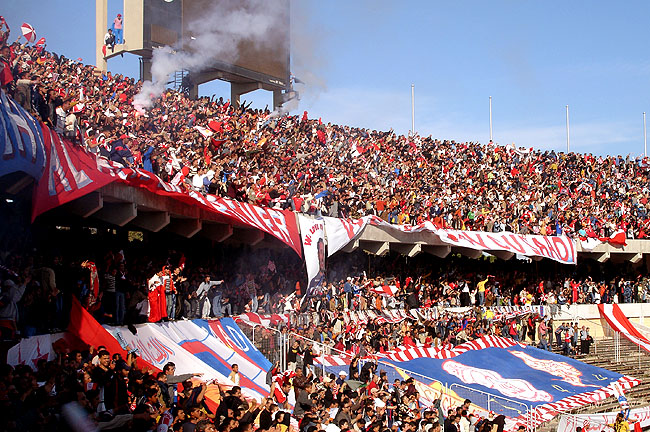
Tifosi allo stadio nel 2007, durante un derby tra Al-Ahly e Al-Ittihad.

È uno dei più capienti impianti del continente africano, con i suoi 65.000 posti. Deve la sua titolazione alla data del ritiro delle forze americane dalla Libia, l'11 giugno del 1970.
Ospita le partite casalinghe dell'Al-Ahly e dell'Al-Ittihad di Tripoli, tra i più titolati club calcistici del paese, nonché i match della nazionale libica, che gioca molto frequentemente le sue sfide interne in questa struttura. L'impianto viene infatti adoperato quasi esclusivamente per incontri di calcio, tuttavia può essere utilizzato anche per i meeting di atletica leggera grazie alla presenta di una pista outdoor.
Lo stadio è stato teatro di molte importanti manifestazioni sportive, tra le quali spiccano nel 1982 vari incontri (comprese le finali) di Coppa delle Nazioni Africane, conclusasi con il trionfo del Ghana sulla Libia ai tiri di rigore, e l'edizione del 2002 della Supercoppa italiana, vinta dalla Juventus sul Parma. È stato inoltre designato tra gli impianti ospitanti l'edizione 2017 della Coppa delle Nazioni Africane. Tuttavia quest'ultima fu giocata in Gabon a causa della guerra civile in corso nel paese.

## Incontri

### Coppa delle Nazioni Africane 1982

#### Fase a gironi
| Tripoli 5 marzo 1982                                                                 | Libia     | 2 – 2                       | Ghana | Stadio 11 giugno |
| \| \| \| \| \| Ferjani 58’ Issawi 76’ \| Marcatori \| 28’ Alhassan 89’ Opoku N'ti \| |           |                             |       |                  |
|                                                                                      |           |                             |       |                  |
| Ferjani 58’ Issawi 76’                                                               | Marcatori | 28’ Alhassan 89’ Opoku N'ti |       |                  |

| Tripoli 5 marzo 1982                                   | Camerun   | 1 – 1     | Tunisia | Stadio 11 giugno |
| \| \| \| \| \| M'Bida 50’ \| Marcatori \| 49’ Gabsi \| |           |           |         |                  |
|                                                        |           |           |         |                  |
| M'Bida 50’                                             | Marcatori | 49’ Gabsi |         |                  |

| Tripoli 9 marzo 1982 | Camerun | 0 – 0 | Ghana | Stadio 11 giugno |

| Tripoli 9 marzo 1982                                             | Libia     | 2 – 0 | Tunisia | Stadio 11 giugno |
| \| \| \| \| \| Kamel 42’ (aut.) El Borosi 83’ \| Marcatori \| \| |           |       |         |                  |
|                                                                  |           |       |         |                  |
| Kamel 42’ (aut.) El Borosi 83’                                   | Marcatori |       |         |                  |

| Tripoli 12 marzo 1982                        | Ghana     | 1 – 0 | Tunisia | Stadio 11 giugno |
| \| \| \| \| \| Essien 28’ \| Marcatori \| \| |           |       |         |                  |
|                                              |           |       |         |                  |
| Essien 28’                                   | Marcatori |       |         |                  |

| Tripoli 12 marzo 1982 | Libia | 0 – 0 | Camerun | Stadio 11 giugno |

#### Semifinali
| Tripoli 16 marzo 1982                                         | Libia     | 2 – 1      | Zambia | Stadio 11 giugno |
| \| \| \| \| \| Beshari 38’, 84’ \| Marcatori \| 29’ Kaumba \| |           |            |        |                  |
|                                                               |           |            |        |                  |
| Beshari 38’, 84’                                              | Marcatori | 29’ Kaumba |        |                  |

#### Finale 3º posto
| Tripoli 18 marzo 1982                                   | Zambia    | 2 – 0 | Algeria | Stadio 11 giugno |
| \| \| \| \| \| Kaumba 2’ Munshya 25’ \| Marcatori \| \| |           |       |         |                  |
|                                                         |           |       |         |                  |
| Kaumba 2’ Munshya 25’                                   | Marcatori |       |         |                  |

#### Finale 1º posto
| Tripoli 19 marzo 1982                                                                       | Ghana                | 1 – 1 (d.t.s.) | Libia | Stadio 11 giugno |
| \| \| \| \| \| Alhassan 35’ \| Marcatori \| 70’ Beshari \| \| \| Tiri di rigore 7 – 6 \| \| |                      |                |       |                  |
|                                                                                             |                      |                |       |                  |
| Alhassan 35’                                                                                | Marcatori            | 70’ Beshari    |       |                  |
|                                                                                             | Tiri di rigore 7 – 6 |                |       |                  |

### Supercoppa italiana 2002
| Arbitro: | Farina (Novi Ligure) |

|                    |           |             |
| Del Piero 38’, 73’ | Marcatori | 64’ Di Vaio |